# Pedro Fages
Pedro Fages Beleta, soprannominato El Oso (Guissona, 1734 – Città del Messico, 1794), è stato un militare ed esploratore spagnolo, secondo governatore militare della Nuova California dal 1770 al 1774, e governatore di Las Californias dal 1782 al 1791.

## Biografia
Fages nacque a Guissona, nella provincia spagnola di Lleida. Nel 1767 il tenente Fages lasciò la Spagna seguendo la prima compagnia libera di volontari della Catalogna verso la Nuova Spagna, per servire sotto a Domingo Elizondo a Sonora. Nel 1769 Fages fu scelto dal viceré José de Gálvez per guidare una parte della spedizione di Gaspar de Portolà, con l'obbiettivo di fondare San Diego. Fages salpò da La Paz il 10 gennaio 1769, a bordo della San Carlos, e giunse nella baia di San Diego il 29 aprile con le truppe affette da scorbuto, dopo aver navigato 320 km più del previsto per errori della cartografia. Fages seguì nel 1769 e nel 1770 le spedizioni a terra per la ricerca di Monterey Bay. In questo periodo fu promosso al grado di capitano.
Dopo che Portolà ebbe lasciato la California nel 1770, Fages divenne una specie di governatore militare indipendente della California Nueva, quella che in seguito divenne Alta California, con la base a Monterey. Fages esplorò via terra la baia di San Francisco, San Pablo Bay, lo stretto di Carquinez, il fiume San Joaquin e le aree circostanti; guadagnandosi il soprannome di El Oso mentre cacciava gli orsi nei pressi di San Luis Obispo. Fages litigò con padre Junípero Serra, presidente delle missioni dell'Alta California, e fu sostituito nel 1774 da Fernando Rivera y Moncada.
Nel 1777 Fages tornò a Sonora per combattere gli Apache, e qui fu promosso a tenente colonnello. Nel 1782 fu nominato governatore delle Californie, sostituendo Felipe de Neve, e tornando a Monterey che nel frattempo aveva preso l posto di Loreto come capitale delle Californie nel 1777. Fu promosso colonnello nel 1789, e diede le dimissioni da governatore nel 1791. Tornò poi a Città del Messico dove morì nel 1794.
Fages sposò Eulalia Callis il 3 giugno 1780 a Città del Messico. Lei era nata il 4 ottobre 1758 a Barcellona, e si era spostata a Città del Messico con la madre ed il fratello per raggiungere il padre, Agustín Callis. Il padre era un capitano della compagnia spagnola mandata a sedare le ribellioni indiane. Eulalia amava la moda e credeva nella carità. Donò alla missione San Carlos i suoi vestiti dopo aver notato la carenza di abiti degli indiani.

## Media
Pedro Fages appare come personaggio minore nel film del 1955 intitolato Le sette città d'oro, che racconta l'avventura fantastica e storicamente inaccurata della fondazione della California spagnola. Il tenente Fages è interpretato dall'attore messicano Victor Junco. Nei titoli di coda, il nome di Fages è riportato erroneamente come "Faces".
Il governatore Fages e la moglie fanno un cameo nel romanzo "Zorro. L'inizio della leggenda" di Isabel Allende.